# Marvin Gaye
Marvin Pentz Gay, Jr. (n. 2 aprilie 1939, Washington, D.C., District of Columbia, SUA – d. 1 aprilie 1984, Los Angeles, California, SUA), cunoscut sub numele de scenă Marvin Gaye, a fost un muzician american. A debutat alături de grupul de doo-wop The Moonglows la sfârșitul anilor 1950, urmând apoi o carieră solo. Datorită unor serii de hituri, precum "How Sweet It Is (To Be Loved by You)", "I Heard It Through the Grapevine" și duetelor cu Mary Wells sau Tammi Terrell, a fost numit "Prințul Motown" și "Prințul muzicii soul".
Dintre înregistrările realizate în anii '70 se numără Let's Get It On și I Want You, albume cu o mare influență în sfera genurilor quiet storm, urban adult contemporary și slow jam. În 1982 a lansat ultimul lui șlagăr, "Sexual Healing", pentru care a primit un premiu Grammy. În 2008, Gaye a fost clasat pe locul 6 de către revista Rolling Stone în lista organizată de ei, "Cei mai buni cântăreți ai tuturor timpurilor".
Gaye a fost împușcat de tatăl său pe 1 aprilie 1984, cu o zi înainte ca muzicianul să împlinească 45 de ani.

## Discografie
Albume de studio
- The Soulful Moods of Marvin Gaye (1961)
- That Stubborn Kinda Fellow (1963)
- When I'm Alone I Cry (1964)
- Hello Broadway (1964)
- How Sweet It Is to Be Loved by You (1965)
- A Tribute to the Great Nat "King" Cole (1965)
- Moods of Marvin Gaye (1966)
- I Heard It Through the Grapevine a.k.a. In the Groove (1968)
- M.P.G. (1969)
- That's the Way Love Is (1970)
- What's Going On (1971)
- Trouble Man (1972)
- Let's Get It On (1973)
- I Want You (1976)
- Here, My Dear (1978)
- In Our Lifetime (1981)
- Midnight Love (1982)